# St. Johannes Baptist (Zimmern)

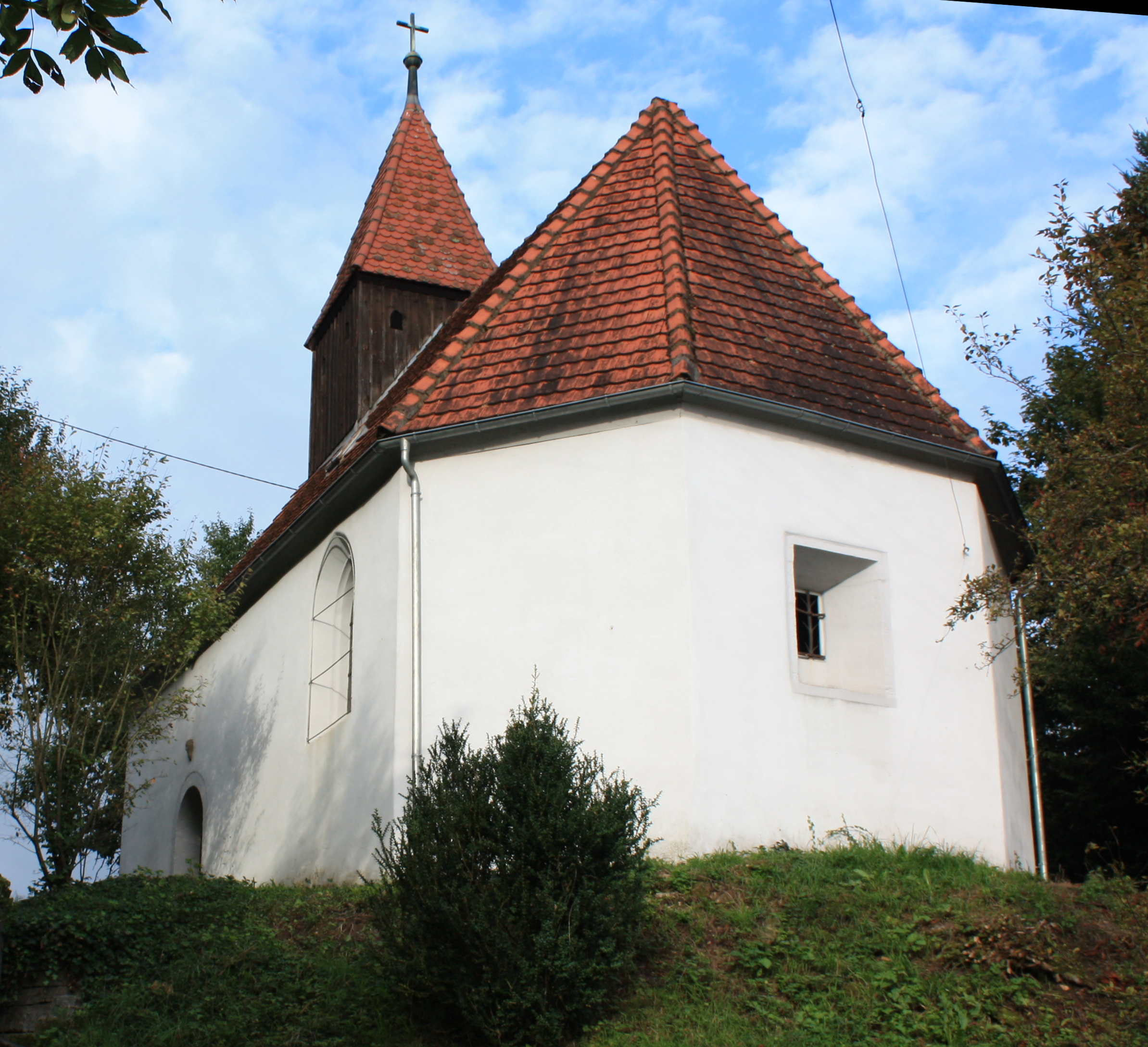

St. Johannes Baptist (auch Johanneskapelle) ist eine Kapelle am nordwestlichen Dorfrand von Schwäbisch Gmünd-Zimmern auf dem sogenannten Böckelsberg.

## Geschichte
Die Bauzeit der Kapelle ist unbelegt. Zwar weist die Bauweise auf ein hohes Alter hin, jedoch ist eine urkundliche Erwähnung erst für den 29. November 1372 nachgewiesen. Damals wurde zwischen Gotteszell und Zimmern vereinbart, dass der Pfarrer von Iggingen, nach altem Herkommen, wöchentlich eine Heilige Messe in Zimmern zu halten hat. Die erste gesicherte Datierung der Bausubstanz kann auf 1411 für das Dachwerk und das Glockentürmchen festgehalten werden. 1727 wurden umfangreiche Umgestaltungen am Innenraum vorgenommen. Bei der Restaurierung 1934 nahm Alois Schenk aus Schwäbisch Gmünd die Malerarbeiten wahr. Weitere Instandsetzungsarbeiten wurden 1954, 1974 und 1995 vorgenommen.

## Ausstattung
Die Kapelle verfügt äußerlich über ein gotisches Erscheinungsbild, das Innere über weiß gekalkte Wände und über einen Muschelkalkboden von 1974. Die Kassettendecke stammt von 1727, ebenso wie die Empore und der Hochaltar. Dieser barock anmutende Altar verfügt des Weiteren über gotische Figuren von um 1490. Die Johannesschüssel zeigt einen Kopf auf einem Holzteller. Der Kopf stammt von einem romanischen Kruzifix aus dem 12. Jahrhundert. Weitere Figuren stellen einen Johannes Baptist von 1470/1480, einen heiligen Leonhard aus dem 16. Jahrhundert sowie eine Pietà aus dem 17. Jahrhundert mit einer Silberkrone aus dem 18. Jahrhundert dar. 1936 wurden Wandmalereien aus dem 15. Jahrhundert wieder freigelegt.

## Geläut
| Nr. | Name            | Durchmesser | Gussjahr | Ton | Gießerei                       |
| --- | --------------- | ----------- | -------- | --- | ------------------------------ |
| 1   | Johannesglocke  | 705 mm      | 1783     | c'' | Anton Weingarthen Lauingen     |
| 2   | Leonhardsglocke | 570 mm      | 1948     | e'' | Wilhelm Kuhn-Wolfrath Lauingen |